# Diplomatie publique
Pour les articles homonymes, voir diplomatie (homonymie).
Dans le domaine des relations internationales, la diplomatie publique est une expression ayant émergé au milieu des années 1960 pour décrire la conduite d’une politique extérieure qui s'adresse aux peuples étrangers, soit à travers des médias émettant dans leur langue et sur leur territoire, soit à travers diverses relations culturelles et des réseaux humains au sein des élites (anciens étudiants des universités américaines ayant bénéficié de bourses Fullbright, par exemple).  Le terme « diplomatie publique » a été associé tout particulièrement à la United States Information Agency, qui a utilisé le terme pour définir sa mission.
Hans M. Tuch définit le terme ainsi : « La diplomatie publique est le processus de communication d'un gouvernement avec des publics étrangers afin de créer la compréhension pour les idées et les idéaux du propre pays, ses institutions et cultures ainsi que ses buts internationaux et son orientation politique actuelle ».
Selon Signitzer, en 1995, il existe deux formes de diplomatie publique dépendantes de leurs fonctions principales :
- l'école dure définit l'information politique qui a comme objectif de convaincre et d'influencer un public étranger. Elle est appliquée pour expliquer ou défendre une position concrète ou un comportement d'un gouvernement à court terme.
- l'école souple au contraire est la communication culturelle pour créer une relation de compréhension réciproque à long terme basée sur la perception de la société.

Contrairement à la diplomatie « normale », la diplomatie publique ne s'adresse pas seulement à des acteurs étatiques, mais aussi à la population d'autres pays. 
Le but de la diplomatie publique est d'améliorer la perception du propre pays à l'étranger.